# 李群胚
在数学中，李群胚（Lie groupoid）是满足如下条件的群胚：对象集合 {\displaystyle Ob} 与态射集合 {\displaystyle Mor} 都是流形，源与靶运算
{\displaystyle s,t:Mor\to Ob}
是淹没，以及所有范畴运算（源与靶，复合，单位映射）都是光滑的。
就像群胚是有许多对象的群，一个李群胚可以想象为“有许多对象的李群推广”。恰如每个李群有一个李代数，每个李群胚有一个李代数胚。

## 例子
- 任何李群给出了具有一个对象的李群胚，反之亦然。所有李群胚理论包含李群理论。

- 给定任何流形 {\displaystyle M}，有一个李群胚称为配对李群胚，{\displaystyle M} 作为对象流形，从一个对象到任何对象恰有一个态射。在这个群胚的态射流形是 {\displaystyle M\times M} 。

- 给定一个李群 {\displaystyle G} 作用在流形 {\displaystyle M} 上，有一个称为平移李群胚的李群胚，对每个三元组 {\displaystyle g\in G,x,y\in M} 使得 {\displaystyle gx=y} 有一个态射。

- 任何叶状结构给出了一个李群胚。

- 任何带有结构群 G 的主丛 {\displaystyle P\to M} 给出了一个李群胚，即在 M 上的 {\displaystyle P\times P/G}，这里 G 作用在二元组的每个分量上。通过配对群胚相容的表示定义复合。

## 森田态射与光滑栈
除了群胚的同构，李群胚之间有一个粗糙一点的等价关系，即所谓的森田等价。一个很一般的例子是 切赫群胚之间的森田态射，如下所述。设 M 是一个光滑流形而 {\displaystyle \{U_{\alpha }\}} 是 M 的开覆盖。定义不交并 {\displaystyle G_{0}:=\bigsqcup _{\alpha }U_{\alpha }} ，显然有淹没 {\displaystyle p:G_{0}\to M}。为了说明流形 M 的结构定义态射集合 {\displaystyle G_{1}:=\bigsqcup _{\alpha ,\beta }U_{\alpha \beta }}，这里{\displaystyle U_{\alpha \beta }=U_{\alpha }\cap U_{\beta }\subset M}。源与靶映射定义为嵌入  {\displaystyle s:U_{\alpha \beta }\to U_{\alpha }} 与 {\displaystyle t:U_{\alpha \beta }\to U_{\beta }}。如果我们将 {\displaystyle U_{\alpha \beta }} 视为 M 的子集，乘法是显然的（{\displaystyle U_{\alpha \beta }} 与 {\displaystyle U_{\beta \gamma }} 一致的点事实上在 M 中相同，也在 {\displaystyle U_{\alpha \gamma }} 里）。
这个切赫群胚事实上是 {\displaystyle M\Rightarrow M} 的拉回群胚，即 M 在 p 下的平凡群胚。这便是什么为森田态射。
为了得到等价关系的概念，我们需要这个构造具有对称性与传递性。在这种意义下，我们说两个群胚 {\displaystyle G_{1}\Rightarrow G_{0}} 与 {\displaystyle H_{1}\Rightarrow H_{0}} 森田等价当且仅当存在第三个群胚{\displaystyle K_{1}\Rightarrow K_{0}} 以及从 G 到 K 与 H 到 K 的两个森田态射。传递性是群胚主丛范畴中有趣的构造。
在这里问题出现：在森田等价下什么是不变的。有两个显然的东西，一个是群胚的粗糙商／轨道空间 {\displaystyle G_{0}/G_{1}=H_{0}/H_{1}}，另一个是 {\displaystyle p\in G_{0}} 与 {\displaystyle q\in H_{0}} 中对应点的稳定群。
更进一步的问题是粗糙商空间的是怎么到一个光滑栈这个概念的。我们可以期望粗糙商是光滑流形，比如如果稳定群是平凡的（切赫群胚的例子便是）。但如果稳定群变了，我们便不能再指望得到光滑流形。解决方案是回到问题然后定义：
一个光滑栈是李群胚的一个森田等价类。栈上自然的几何对象是李群胚在森田等价下不变的几何对象。作为一个例子是考虑李群胚的上同调。

### 例子
- 光滑栈的概念非常广泛，显然所有光滑流形是光滑栈。
- 轨形也是光滑栈，即 艾达尔群胚的等价类。
- 叶状结构的轨道空间是另一类例子。